# Besøg på en chokoladefabrik
Besøg på en chokoladefabrik er en dokumentarfilm fra 1952 instrueret af Theodor Christensen efter eget manuskript.

## Handling
En klasse skolebørn skal skrive fristil om deres besøg på en chokoladefabrik, hvor de har set de forskellige trin af produktionen. Chokolade laves af kakaobønner. Disse kommer fra Afrika og Sydamerika. På en kakaoplantage ved Dakar plukkes og åbnes de modne frugter. De tørrede kakaobønner sejles i brændingsbåde ud til damperne, hvor de bliver lastet. Når bønnerne kommer til fabrikken, skal de først ristes. På laboratoriet prøveristes en lille pose bønner, og her kan børnene bedre se, hvordan det foregår. De ristede bønner renses for skaller og males på store maskiner til en flydende masse. Kakaoen blandes med sukker og eventuelt tørmælk, og til sidst hælder man kakaosmør i massen. Den færdige chokolademasse opbevares i store cylinderformede beholdere til den skal bruges. En stor maskine fremstiller pladechokolade. En anden stor maskine laver skildpadder. Fabrikken kan producere 400.000 om dagen.